# Valle del Huerna

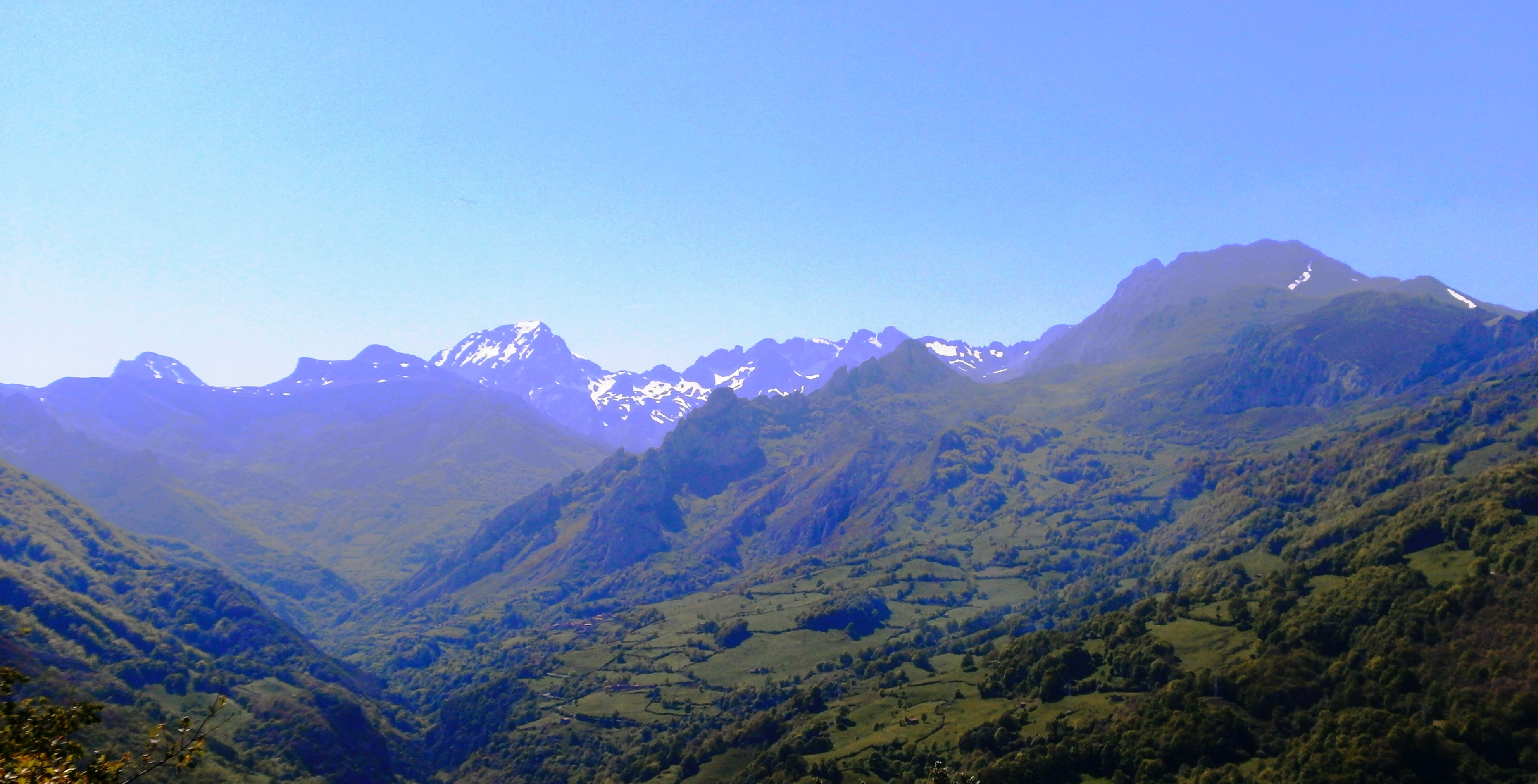
Valle del Huerna. Al fondo el macizo de las Ubiñas.

El valle del Huerna es uno de los valles de la montaña central asturiana en el Principado de Asturias, por donde discurre el río Huerna. Tiene 104,49 km² y está situado en el suroeste del concejo de Lena. Comprende las parroquias de Jomezana, Piñera, Sotiello, Telledo, Tuiza y Zureda. Se accede a través de la carretera local LE-8 desde Campomanes, donde el Huerna confluye con el río Pajares.
El origen toponímico de «Huerna» es «Orna», cuyo significado podría ser corriente o  torrente. El río Huerna nace en el macizo de Ubiña. Macizo declarado paisaje protegido y que forma parte del Parque natural de Las Ubiñas-La Mesa.
Desde 1983 el Huerna está siendo utilizado como alternativa al puerto de Pajares (N-630), tradicional vía de comunicación entre Asturias y León. Parte del trazado de la autopista Ruta de la Plata (AP-66) atraviesa el valle, por eso a esta autopista también se le llama autopista del Huerna. Actualmente se están realizando las obras de la variante ferroviaria de Pajares, con la salida de los túneles de Pajares en Telledo.
El valle del Huerna recibió el Premio al Pueblo Ejemplar de Asturias en 1998 por adaptar las formas ganaderas tradicionales a las necesidades actuales, permitiendo la recuperación de la raza vacuna autóctona asturiana de los valles. Aunque la ganadería es su economía tradicional, en los últimos años se ha potenciado el turismo rural.